# Île du Large (Dschibuti)
Die Île du Large ist eine kleine Koralleninsel Dschibutis im Golf von Tadjoura. Das Eiland liegt etwa fünfzehn Kilometer nördlich der Hauptstadt von Dschibuti, Dschibuti-Stadt, und gehört zum Hauptstadtbezirk, speziell zum Sechsten Arrondissement (Arrondissement du Plateau), das sich mit der commune Ras-Dika deckt. Zusammen mit den nahegelegenen Inseln Musha (ca. 700 Meter nordwestlich) und Maskal (ca. 2 km westlich) bildet sie die Gruppe der Musha-Inseln.
Die Insel bildet den östlichsten Ausläufer der Inselgruppe. Nach Osten schließt sich noch das Grand Recif an.